# Katharinenkirche (Frankfurt am Main)

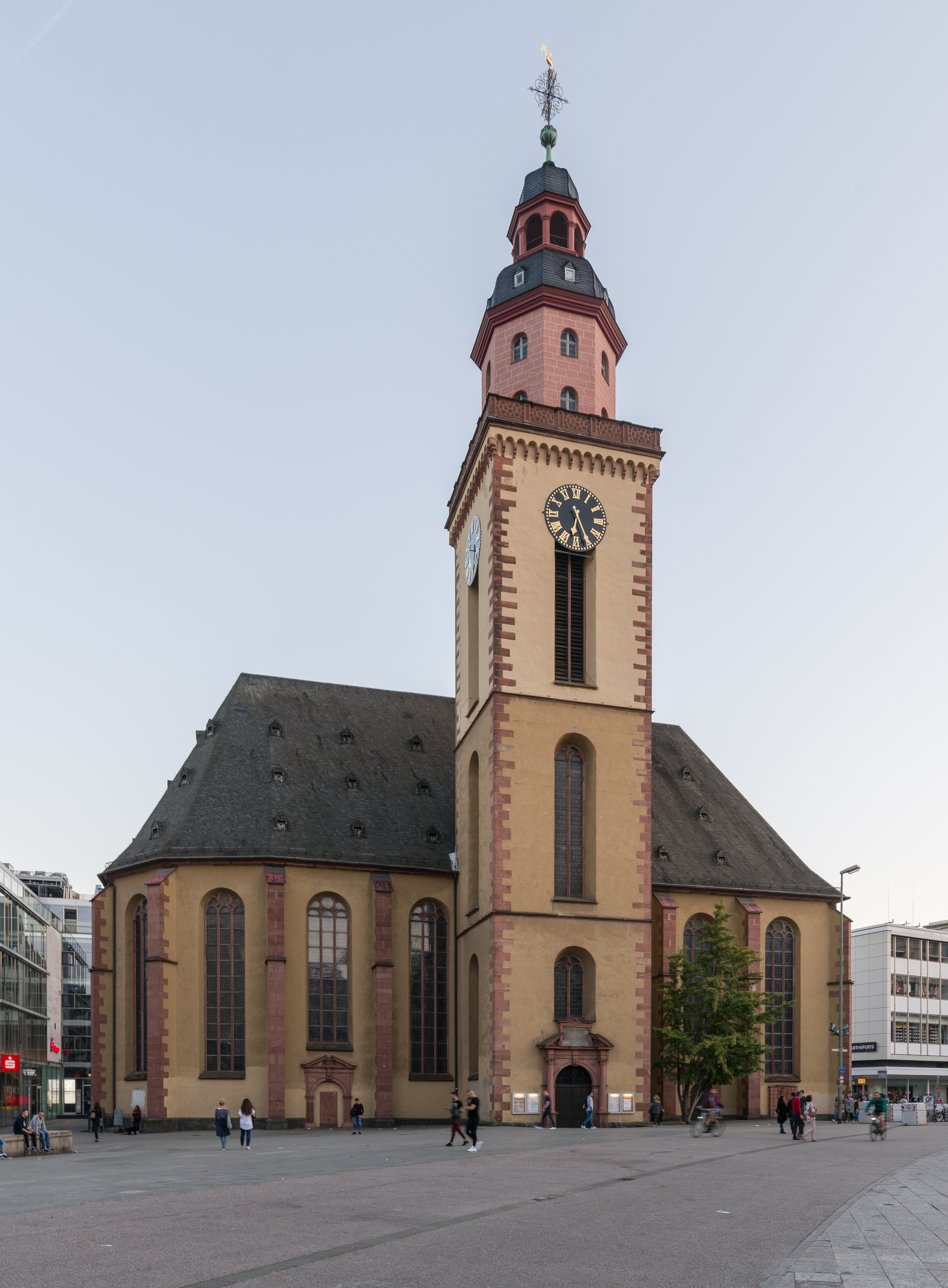
St.-Katharinen-Kirche in Frankfurt am Main, Ansicht von Nordosten aus der Großen Eschenheimer Straße, Oktober 2019

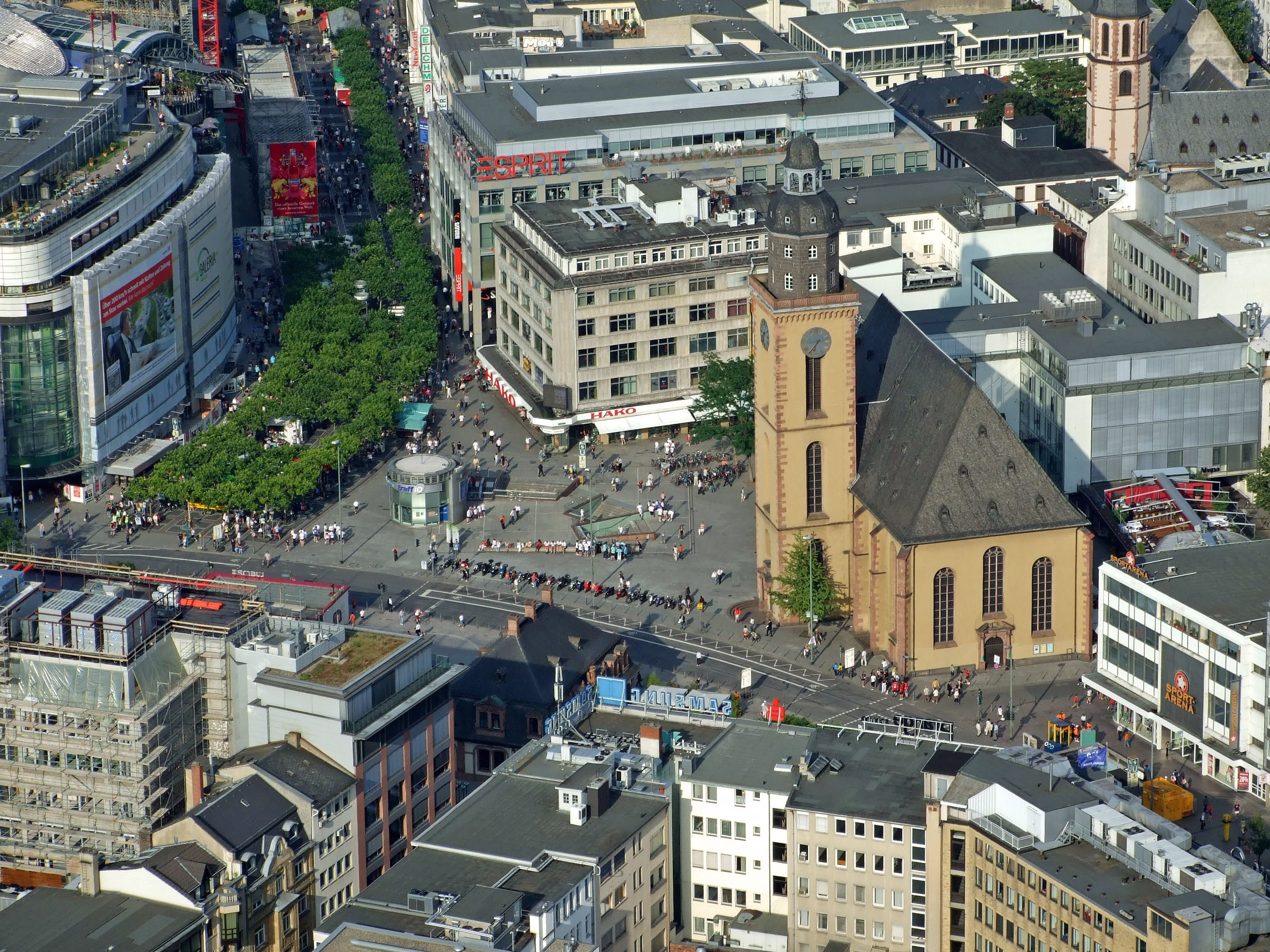
Ansicht vom Main Tower

Die Katharinenkirche ist die evangelische Hauptkirche in Frankfurt am Main, mitten im heutigen Stadtzentrum an der Hauptwache. Der barocke Bau wurde 1678 bis 1681 errichtet und 1944 im Zweiten Weltkrieg zerstört. Der Wiederaufbau erfolgte 1950 bis 1954. Die Katharinenkirche ist eine der acht Dotationskirchen, die seit 1802 Eigentum der Stadt Frankfurt sind und zu deren fortwährendem Unterhalt die Stadt verpflichtet ist.

## Geschichte

### Mittelalter

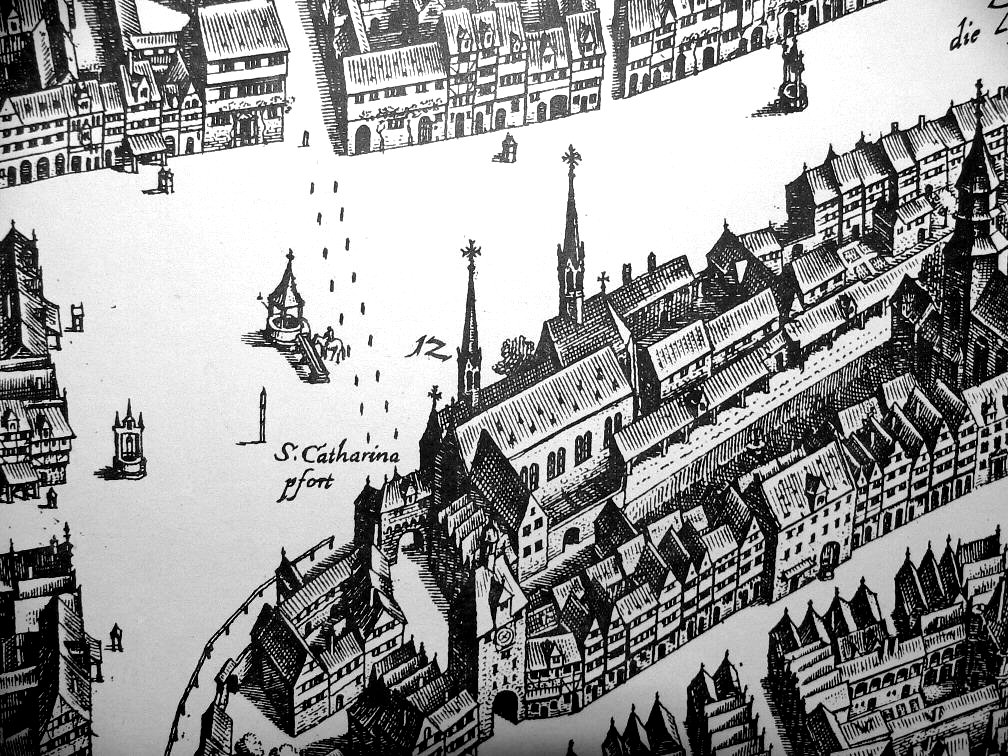
Die Heiligkreuz- und Katharinenkapelle auf dem Merian-Stich von 1628

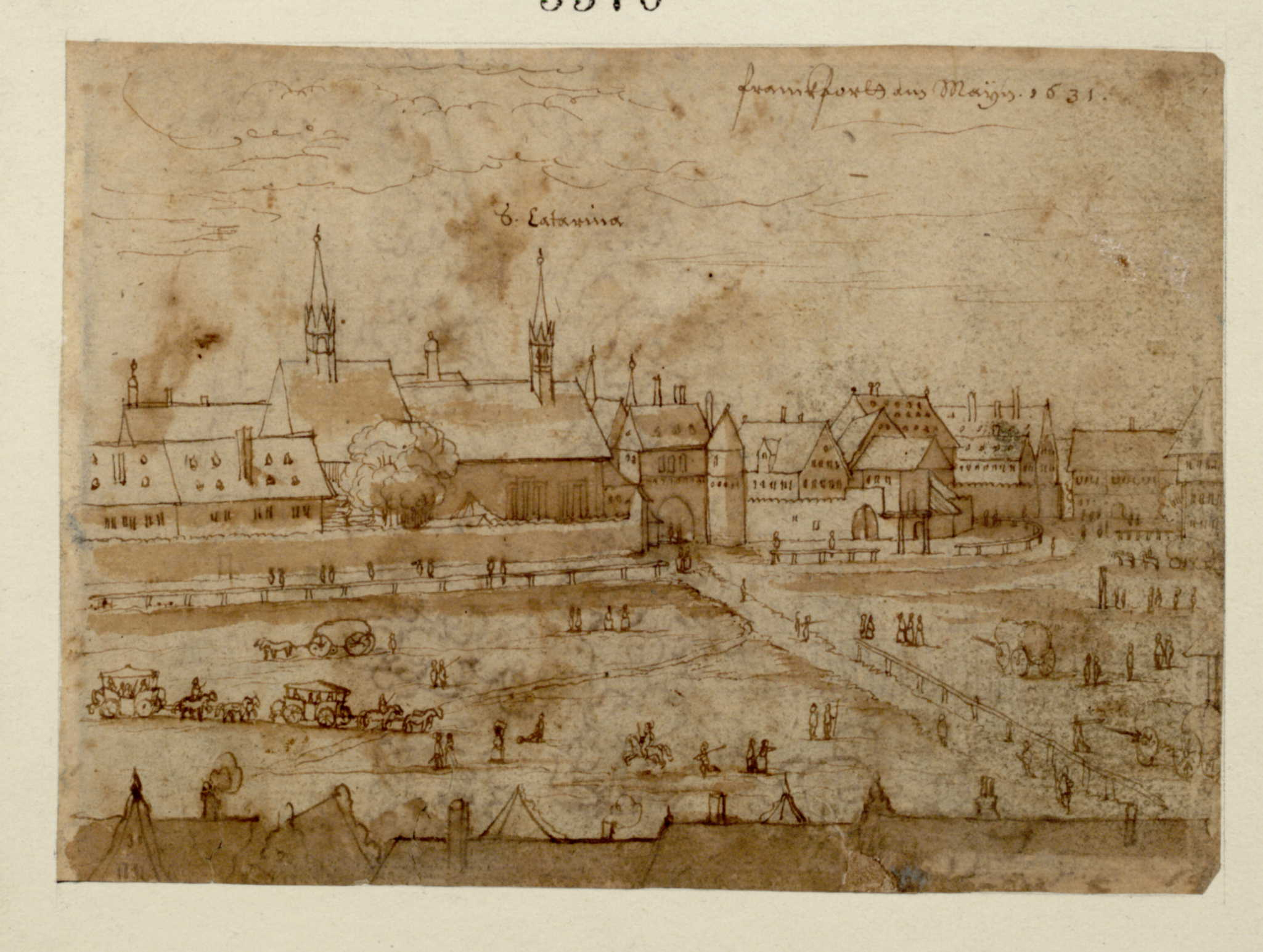
Valentin Wagner: Katharinentor in Frankfurt, die Zeil, 1631

1343 erhielt der Frankfurter Patrizier und Kantor des St.-Bartholomäus-Stiftes Wicker Frosch ein Grundstück zugewiesen, um darauf ein Spital für Sieche und arme Leute zu errichten. Das Grundstück lag vor dem Bockenheimer Tor an der Staufenmauer, die damals noch die Altstadt von der wenige Jahre zuvor (1333) angelegten Neustadt trennte.
1346 beurkundete Wicker Frosch eine Stiftung, die dem Spital umfangreichen Besitz und Einkünfte sicherte. Neben dem Spital entstand 1354 ein Kloster für adelige Jungfrauen zu Ehren der Heiligen Katharina. Kloster und Spital besaßen zwei kleine, nebeneinanderliegende Kapellen, von denen die Spitalskapelle dem Heiligen Kreuz und die Klosterkapelle den Heiligen Katharina und Barbara geweiht war.

### Reformationszeit
Am 9. März 1522 hielt der Luther-Schüler Hartmann Ibach auf Einladung des Ratsherrn Hamman von Holzhausen in der Klosterkirche St. Katharinen die erste evangelische Predigt in Frankfurt, 1523/1524 predigte Dietrich Sartorius. Die neue Lehre verbreitete sich rasch unter den Bürgern. 1526 verließen die letzten Nonnen das Kloster. Ab 1533, nachdem die Stadt lutherisch geworden war, nutzte die evangelische Gemeinde die Kirche. 1542 wandelte der Rat die Klöster St. Katharinen und Weißfrauen in weltliche Einrichtungen für versorgungsbedürftige Frauen lutherischen Bekenntnisses um. Noch heute existiert das 1877 daraus hervorgegangene St. Katharinen- und Weißfrauenstift.
1590 ließ der Rat die beiden kleinen Kapellen umbauen und zu einer Kirche zusammenlegen. Trotzdem wurden sie für die wachsende Gemeinde bald zu klein, zumal der regelmäßige Gottesdienstbesuch in dieser Zeit zu den bürgerlichen Pflichten gehörte. Außerdem zeigte sich zunehmend ihre Baufälligkeit. Nach einem letzten Gottesdienst am 21. Januar 1678 begann der Abbruch der alten Kirche. Innerhalb von nur drei Jahren errichtete der Stadtbaumeister Melchior Heßler einen repräsentativen Neubau. Die Baukosten betrugen etwa 31.500 Gulden (ungefähr das hundertfache Jahresgehalt eines höheren Beamten). Am 20. Februar 1681 wurde der Neubau durch Pfarrer Johann Konrad Sondershausen eingeweiht. Seit der Reformation war dies der erste Kirchenneubau in Frankfurt. Bald entwickelte er sich zur zweiten evangelischen Hauptkirche von Frankfurt, neben der Barfüßerkirche.

### Neuzeit

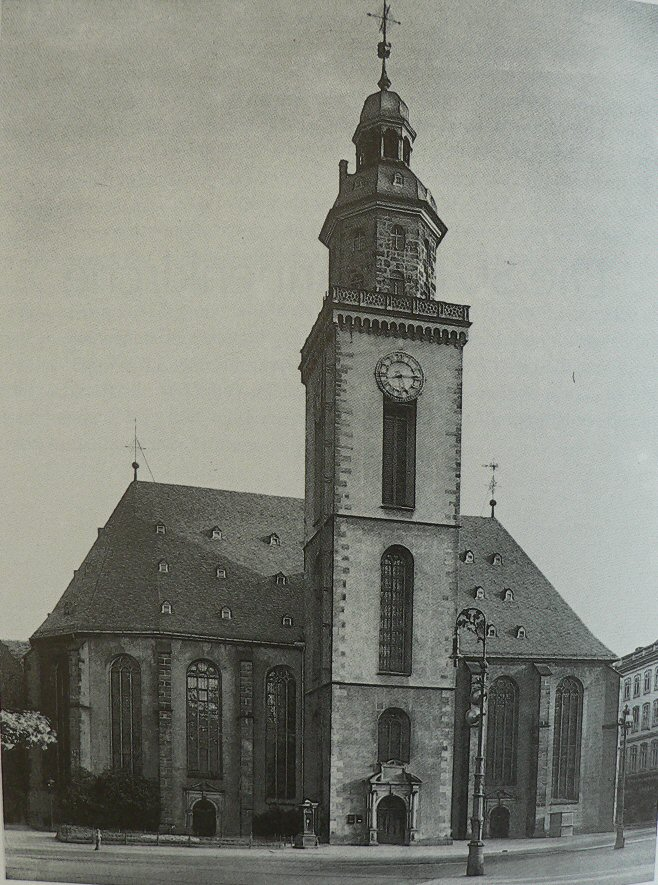
Katharinenkirche von Norden, um 1900

1778 wurde das Innere der Katharinenkirche umfassend renoviert. Nach dem Abbruch der alten Katharinenpforte und der Staufenmauer Ende des 18. Jahrhunderts war nun erstmals auch die Westfassade frei zu sehen.
1869 begann eine weitere, großangelegte Renovierung, die vor allem das Äußere der Kirche veränderte. Die barocke Turmbalustrade und das darunterliegende weitauskragende Gesims wurden entfernt und durch einen historisierenden Bogenfries mit einer neogotischen Brüstung ersetzt. Diese Maßnahmen stießen auf teilweise heftige Kritik, insbesondere weil ihr auch die zuvor an den vier Turmecken befindlichen schmiedeeisernen Wasserspeier zum Opfer fielen.
Während der Gründerzeit entstanden eine Reihe von Monumentalbauten in der Umgebung, z. B. die Hauptpost auf der Zeil. Bis dahin war die Kirche das dominierende Gebäude der Neustadt gewesen, nun verlor sie diese Stellung allmählich.
Am 22. März 1944 brannte sie nach einem alliierten Bombenangriff vollständig aus. Die barocke Innenausstattung ging dabei verloren, bis auf den rechtzeitig ausgelagerten Bilderzyklus und einige eingemauerte Epitaphien, darunter das von Wicker Frosch. Um 21.43 Uhr blieben die Zeiger der Turmuhr stehen, dem Zeitpunkt des Bombenangriffes, der die mittelalterliche Altstadt Frankfurts zerstörte, zehn Jahre blieben sie in dieser Stellung.
Der Wiederaufbau erfolgte 1950 bis 1954 durch die Architekten Theo Kellner und Wilhelm Massing. Der Festgottesdienst zur Einweihung fand am 24. Oktober 1954 statt. Während des U-Bahn-Baus in den sechziger Jahren war die Kirche zeitweise kaum zugänglich. 1978 wurde sie von außen renoviert und verputzt. Die 2001 begonnene Innenrenovierung wurde 2005 abgeschlossen.

## Architektur

### Außen

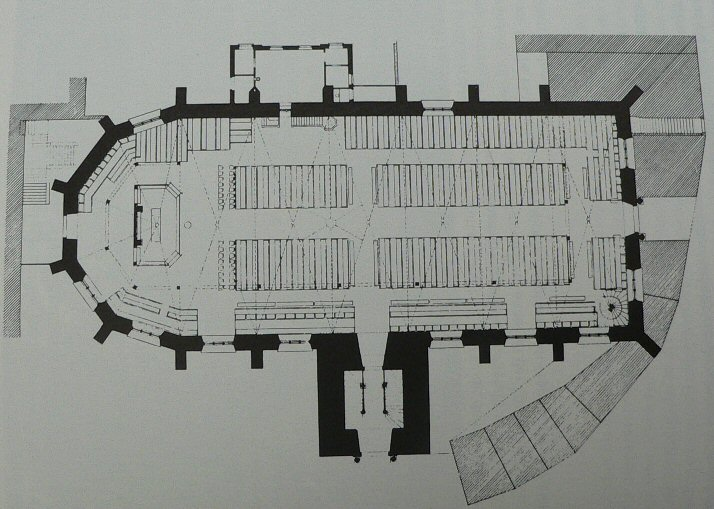
Grundriss, vor 1900

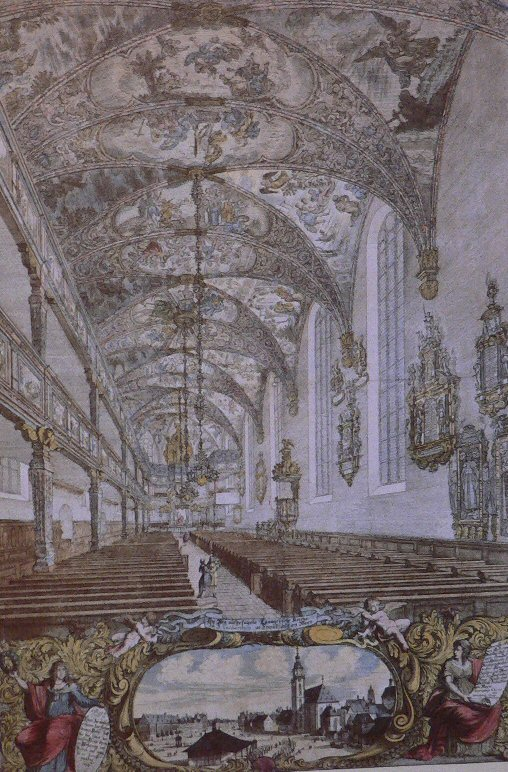
Innenraum 1683. Bild von Johann Ulrich Kraus, Historisches Museum Frankfurt

Die Katharinenkirche ist eine einschiffige Hallenkirche aus verputztem Bruchstein. Verschiedene Architekturglieder sind in dem für Frankfurt typischen roten Mainsandstein ausgeführt. Aufgrund der Lage an der im 17. Jahrhundert immer noch existierenden mittelalterlichen Staufenmauer, östlich des Kornmarktes und der Katharinenpforte, konnte die Kirche keine repräsentative Westfassade erhalten, wie es üblich gewesen wäre. Heßler entschied sich deshalb, die nördliche Langseite zur Hauptfront zu machen.
Die Formen zeigen ein erstaunliches Nebeneinander zweier Stilepochen: Während die Portale und die welsche Haube des Turmes eindeutig barock sind, wirken im dreibahnigen Maßwerk der Fenster und in den stufenlosen Strebepfeilern die Traditionen der Gotik nach.
Das Kirchenschiff mit dem Polygonchor ist 49 Meter lang und bis zum Traufgesims 10 Meter hoch, der First des Doppelwalmdaches liegt in 20 Metern Höhe. Nördlich des Kirchenschiffes zur Hauptwache hin erhebt sich auf quadratischem Grundriss von 9 auf 9 Metern der 54 Meter hohe Turm. Bis zum Bau des Rathausturms Langer Franz Anfang des 20. Jahrhunderts war er das zweithöchste Bauwerk in der Frankfurter Innenstadt, nach dem Turm des Kaiserdoms St. Bartholomäus.

### Innenraum bis zur Zerstörung 1944
Im Gegensatz zu der eher schlichten Außenwirkung stand die prächtige barocke Innenausstattung. Die West-, Nord- und Ostseite des Innenraumes umlief eine doppelgeschossige Empore, welche die Fenster weitgehend verdeckte. Deshalb wurde der Eindruck des Raumes weitgehend durch einen geschlossenen Zyklus von Bildern bestimmt, die in die Emporenbrüstungen eingelassen waren. Die 41 Bilder der unteren Empore zeigten Szenen aus der Bibel, je eine für jedes kanonische Buch des Alten und für einige des Neuen Testamentes. Die obere Empore erhielt 42 Bilder mit biblischen oder allegorischen Motiven, die zu den jeweiligen Darstellungen der unteren Empore passten.
Während der Altar wie üblich im Osten des Schiffes stand, mit der darüber gelegenen Orgelempore, fand die Kanzel ihren Platz an der Südwand der Kirche.
Die hölzerne Deckenkonstruktion erinnerte an ein spätgotisches Rippengewölbe. Anfangs trug sie ein Deckengemälde mit biblischen Szenen, das allerdings schon bei der Renovierung 1778 hinter weiß gekalkten Matten verschwand.

### Wirkung
Die Katharinenkirche war Vorbild für mindestens zwei Nachfolgerbauten: Die 1701 bis 1717 entstandene Dreifaltigkeitskirche in Speyer und die Dreifaltigkeitskirche in Worms (1709 bis 1725 errichtet). Während letztere im Zweiten Weltkrieg zerstört wurde, lässt sich die frühere Wirkung der Frankfurter Katharinenkirche heute noch in der – wesentlich kleineren – Dreifaltigkeitskirche in Speyer erfahren.

### Wiederaufbau und heutiger Zustand

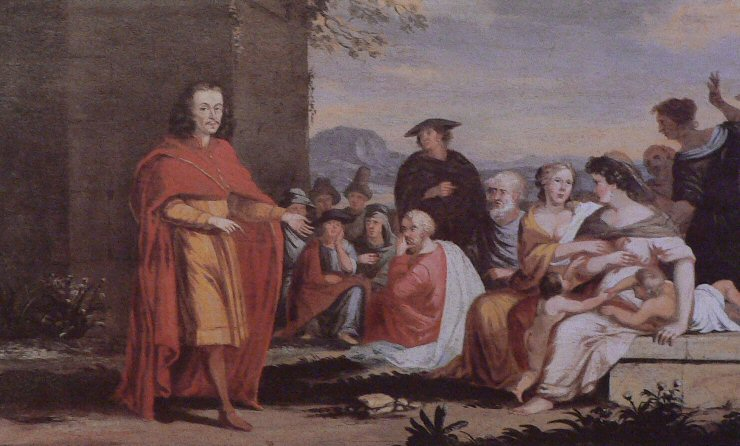
Die Predigt des Hosea, Emporenbild von 1681 (erhalten)

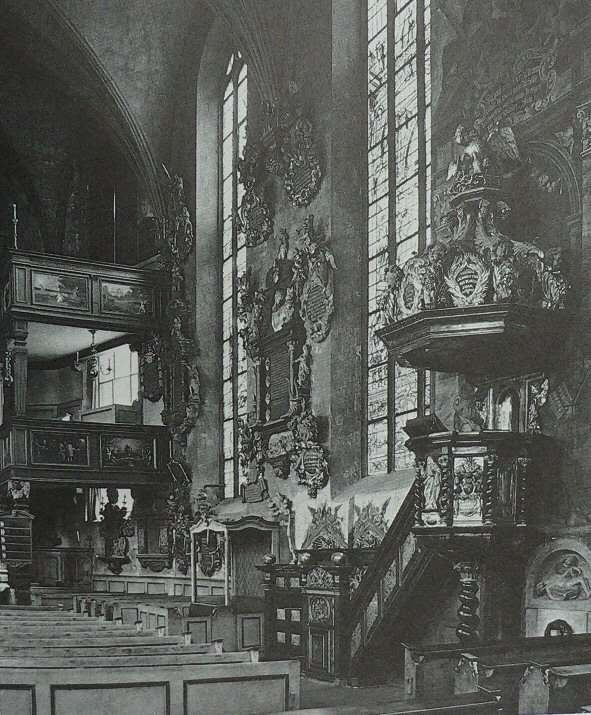
Innenraum Kanzelseite, um 1900

Der Wiederaufbau begann Pfingsten 1950 und war im Oktober 1954 abgeschlossen. Äußerlich erstand die Kirche nahezu wieder in ihrer alten Form. Lediglich das Bruchsteinmauerwerk blieb bis zur Renovierung von 1978 unverputzt.
Über die Konzeption des Innenraums wurde lange gestritten. Die hölzerne Deckenkonstruktion wurde wiederhergestellt (anders als z. B. beim gleichzeitigen Wiederaufbau der Liebfrauenkirche, die auf ihr gotisches Gewölbe verzichten musste). Zur Wiederherstellung der barocken Emporen konnte man sich nicht entschließen. Stattdessen erhielt die Kirche eine schlichte, einstöckige Empore im Westen, auf die auch die Orgel verlegt wurde. Unter der Empore wurden ein Sitzungssaal und ein Trausaal eingerichtet. Das Westportal wurde zum Haupteingang der Kirche, das Nordportal ist heute nur noch ein Nebeneingang.
Die Wände wurden weiß verputzt und die übrige Ausstattung (Altar, Kirchenbänke, Beleuchtung) betont schlicht gehalten. Dies ist nicht nur eine Folge der geringen damals zur Verfügung stehenden Mittel. Die schlichte, fast karge Ästhetik des Innenraumes entspricht dem Lebensgefühl der 1950er Jahre. Sie manifestierte sich auch bei anderen Wiederaufbauprojekten in Frankfurt.
Der hauptsächliche Schmuck der Kirche sind nunmehr die 17 Glasfenster, die der Künstler Charles Crodel schuf. Ebenso von diesem sind die Wandmalerei hinter dem Altar unter der Orgelempore sowie die Bemalung des Prospektes der Chororgel.
Mehrfach wurde erwogen, die erhaltenen und inzwischen restaurierten Bilder des Emporenzyklusses wieder in der Kirche anzubringen. 1990 wurden acht Bilder in der Balustrade der Westempore aufgehängt, darunter die Darstellung der Predigt des Hosea. Im Jahr 2005 war der komplette Emporenzyklus erstmals seit Kriegsende in einer Ausstellung zu sehen, die aus Anlass von Speners 300. Todestag in den Franckeschen Stiftungen in Halle an der Saale stattfand.
Vom 10. Oktober bis zum 31. Dezember 2006 wurden 22 Emporenbilder in der Kirche ausgestellt, zusätzlich zu den acht Bildern, die dauerhaft hier aufgehängt sind. Da die heutige Architektur der Kirche keine angemessene Möglichkeit zur gleichzeitigen Präsentation aller 80 erhaltenen Bilder bietet, können die übrigen weiterhin nur im Rahmen von Sonderausstellungen gezeigt werden.
Von September bis November 2011 ließ die Stadt Frankfurt den Turm der Katharinenkirche sanieren. Die Turmhaube erhielt eine neue Schieferdeckung und einen Verputz, der sich farblich an historischen Vorbildern orientiert. Das 3,50 Meter hohe Turmkreuz wurde ebenfalls restauriert.

### Venezianer-Brunnen

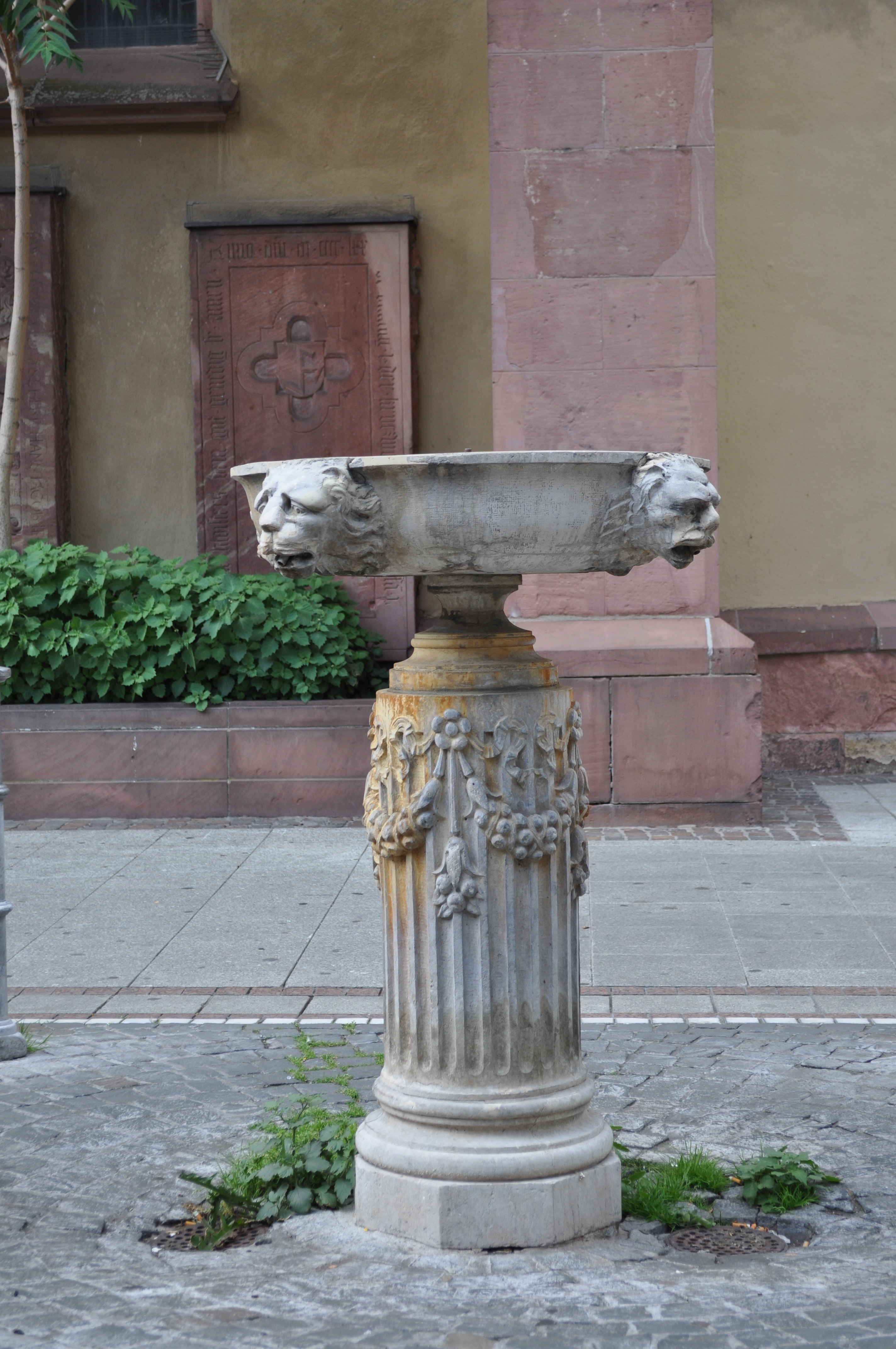
Venezianer-Brunnen

Hinter der Katharinenkirche steht der Venezianer-Brunnen. Es handelt sich um einen Zierbrunnen im Stil der Neurenaissance aus der Zeit um 1870. Das Wasserbecken mit den vier Löwenköpfen hat einen Durchmesser von 0,80 Meter. Der 1,20 Meter hohe Brunnen aus Juramarmor stand ursprünglich in einem Garten in der Pfingstweidstraße. Nach der Sanierung durch Hugo und Rainer Uhl wurde er 1981 hinter der Katharinenkirche aufgestellt.

## Ausstattung

### Orgeln

#### Hauptorgel

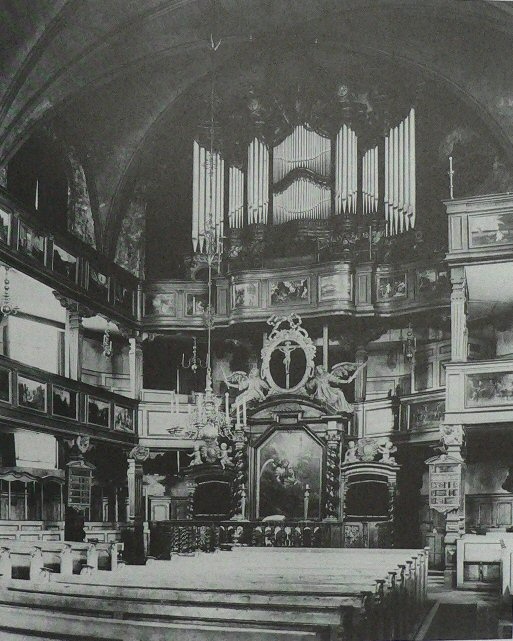
Der Prospekt der Stumm-Orgel von 1778 wurde auch von den späteren Orgeln bis zur Zerstörung 1944 genutzt

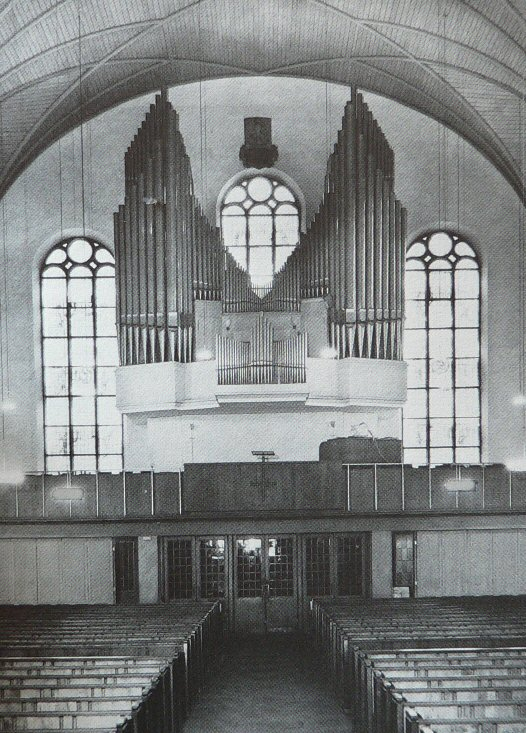
Prospekt der Walcker-Orgel von 1954

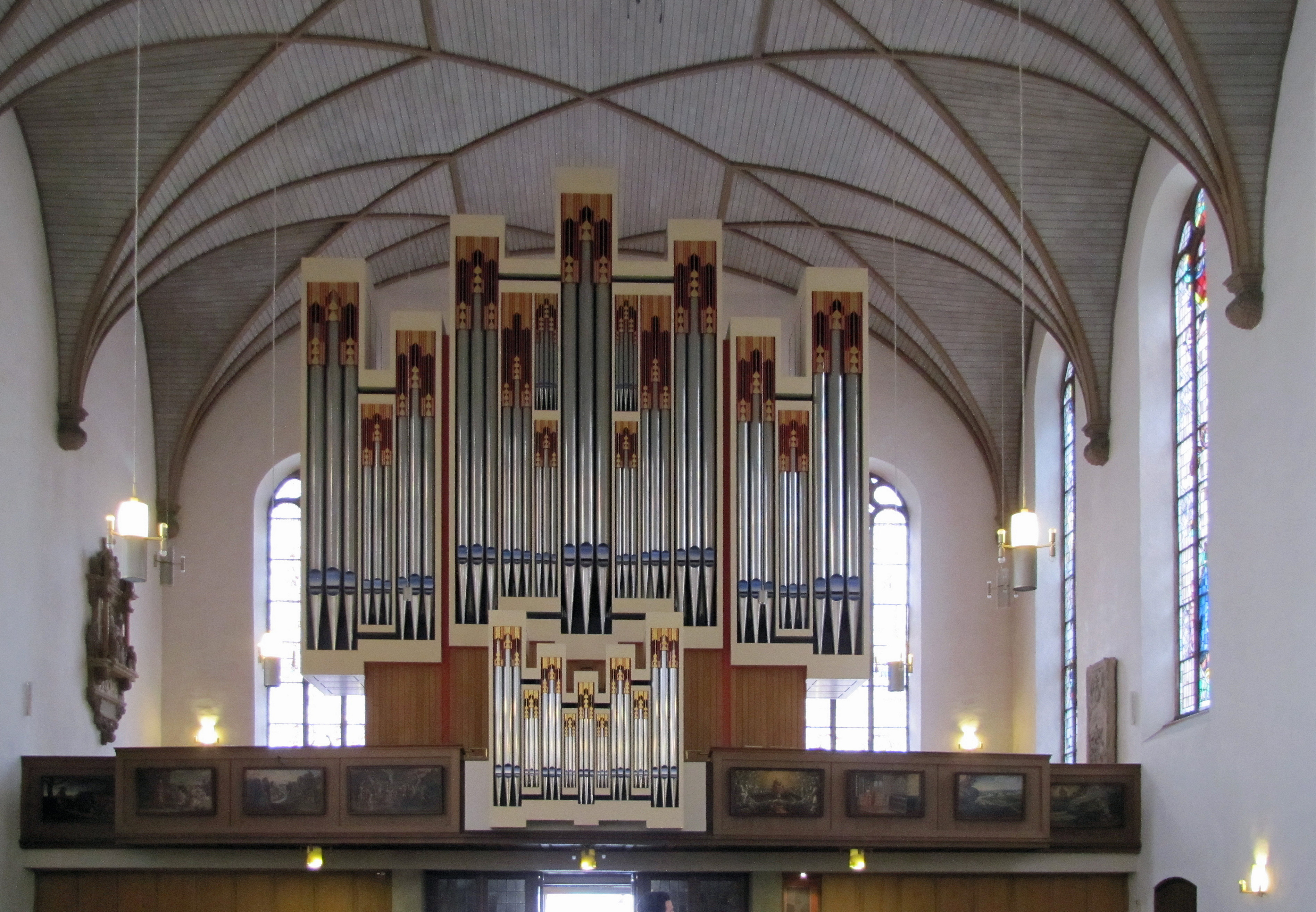
Die Rieger-Orgel von 1990

1626 erbaute Lorenz Ettlin aus Eßlingen eine Orgel für die damalige St.-Katharinen-Kirche. Sie war das größte bis dahin in Frankfurt gebaute Instrument und wurde beim Abriss der alten Kirche in den Neubau überführt. 1778 wurde diese Orgel für 225 Gulden nach Sulzbach verkauft und mit geänderter Disposition in der dortigen evangelischen Kirche aufgebaut. Von den ursprünglichen Ettlinschen Registern ist heute keines mehr erhalten.
An die Stelle der Ettlin-Orgel trat ein Werk der Orgelbaumeister Johann Phillip und Johann Heinrich Stumm aus Kastellaun. Diese Orgel hatte 41 Register, die sich auf drei Werke verteilten. Sie befand sich auf der zweiten Empore über dem Altar. Die Stumm-Orgel war ein berühmtes Instrument, das bedeutende Organisten anzog. Der bekannteste unter ihnen war Wolfgang Amadeus Mozart, der 1790 aus Anlass der Krönung Kaiser Leopolds II. in Frankfurt weilte und mehrere Konzerte in der Katharinenkirche gab.
Nach etwa 50 Jahren war die Orgel verschlissen. Eine Zeit lang erwog man ihre Renovierung, doch hatte sich das Klangideal inzwischen gewandelt. 1856 wurde die Stumm-Orgel durch einen Neubau der Orgelbaufirma Walcker aus Ludwigsburg ersetzt. Eberhard Friedrich Walcker war 1833 mit dem Bau der Paulskirchenorgel, eines für die damalige Zeit außergewöhnlich großen Instruments, berühmt geworden und hatte wichtige Innovationen im Orgelbau eingeführt, z. B. die Kegellade. Die neue Orgel wurde hinter den alten Prospekt der Stumm-Orgel gesetzt und umfasste (nach einer Erweiterung 1887) 63 Register, darunter zahlreiche Aliquot-Stimmen.
Schon 1909 erhielt die Katharinenkirche wieder eine neue Orgel, diesmal von der Firma Steinmeyer aus Oettingen. Wieder blieb der alte Prospekt der Stumm-Orgel erhalten. Die Steinmeyer-Orgel besaß 54 Register mit einer pneumatischen Traktur und wurde 1944 mit der Kirche zerstört. Ihr Klang galt als vorbildlich, allerdings fehlten ihr die sogenannten Barockregister – insbesondere Mixturen – um die barocke Orgelliteratur angemessen interpretieren zu können. Der langjährige Organist Karl Breidenstein schlug deshalb eine Erweiterung der Orgel vor, zu der es jedoch aufgrund des Krieges nicht mehr kam.
Beim Wiederaufbau 1954 erhielt wiederum die Orgelbaufirma Walcker den Auftrag für eine neue Orgel. Man baute eine viermanualige Orgel mit 55 Registern in mechanischer Traktur. Wenige Jahrzehnte später genügte sie den klanglichen und ästhetischen Anforderungen nicht mehr. Ihre Disposition entsprach den Idealen der Orgelbewegung und vernachlässigte die Anforderungen der romantischen Orgelliteratur. Zudem hatte man das Instrument auf einer speziellen Konsole sehr hoch oben im Kirchenraum eingebaut. Unter dem Einfluss der aufsteigenden Heizungsluft waren ihre empfindlichen Zungenregister häufig verstimmt.
Ende der achtziger Jahre entschied sich die Stadt daher, einen Neubau in Auftrag zu geben. Die 1990 fertiggestellte Orgel ist ein Werk der österreichischen Firma Rieger Orgelbau aus Schwarzach (Vorarlberg). Sie hat 54 Register mit mechanischer Spiel- und Registertraktur und folgende Disposition:
| I Rückpositiv C–g3 |        |
| Prinzipal          | 08′    |
| Gedackt            | 08′    |
| Salicional         | 08′    |
| Oktave             | 04′    |
| Rohrflöte          | 04′    |
| Nazard             | 2 ⁄3′  |
| Quarte de Nazard   | 02′    |
| Tierce             | 1 3⁄5′ |
| Larigot            | 1 ⁄3′  |
| Mixtur IV          |        |
| Cromorne           | 08′    |
|                    |        |
| Tremulant          |        |

| II Hauptwerk C–g3 |        |
| Prinzipal         | 16′    |
| Oktave            | 08′    |
| Flûte harmonique  | 08′    |
| Rohrflöte         | 08′    |
| Oktave            | 04′    |
| Flöte             | 04′    |
| Quinte            | 2 ⁄3′  |
| Oktave            | 02′    |
| Terz              | 1 3⁄5′ |
| Cornett V         | 08′    |
| Mixtur V          |        |
| Zimbel II         |        |
| Trompete          | 16′    |
| Trompete          | 08′    |
| Trompete          | 04′    |

| III Schwellwerk C–g3 |        |
| Bourdon              | 16′    |
| Geigenprinzipal      | 08′    |
| Bourdon              | 08′    |
| Gambe                | 08′    |
| Voix céleste         | 08′    |
| Oktave               | 04′    |
| Traversflöte         | 04′    |
| Nazard               | 2 ⁄3′  |
| Octavin              | 02′    |
| Tierce               | 1 3⁄5′ |
| Progressio III–V     |        |
| Bombarde             | 16′    |
| Trompete             | 08′    |
| Oboe                 | 08′    |
| Voix humaine         | 08′    |
| Clairon              | 04′    |
|                      |        |
| Tremulant            |        |

| Pedal C–f1 |     |
| Bourdon    | 32′ |
| Prinzipal  | 16′ |
| Subbaß     | 16′ |
| Oktave     | 08′ |
| Flöte      | 08′ |
| Oktave     | 04′ |
| Gemshorn   | 04′ |
| Nachthorn  | 02′ |
| Mixtur IV  |     |
| Posaune    | 16′ |
| Trompete   | 08′ |
| Clarine    | 04′ |

- Koppeln: SW/P, HW/P, RP/P, SW/HW, RP/HW, SW/RP
- Spielhilfen: 192 Setzerkombinationen, Sequenzschaltung

Die Disposition berücksichtigt sowohl die Anforderungen der barocken als auch der romantischen Orgelliteratur. Die Rieger-Orgel steht auf der Empore, ihr Rückpositiv ist in die Emporenbrüstung eingelassen und ragt weit in den Kirchenraum hinein. Dadurch passt sich ihr Klang wesentlich besser an die Raumakustik an als bei ihrer Vorgängerin. Das Instrument ist deshalb heute eines der beliebtesten und meistgespielten in Frankfurt.

#### Nebenorgeln

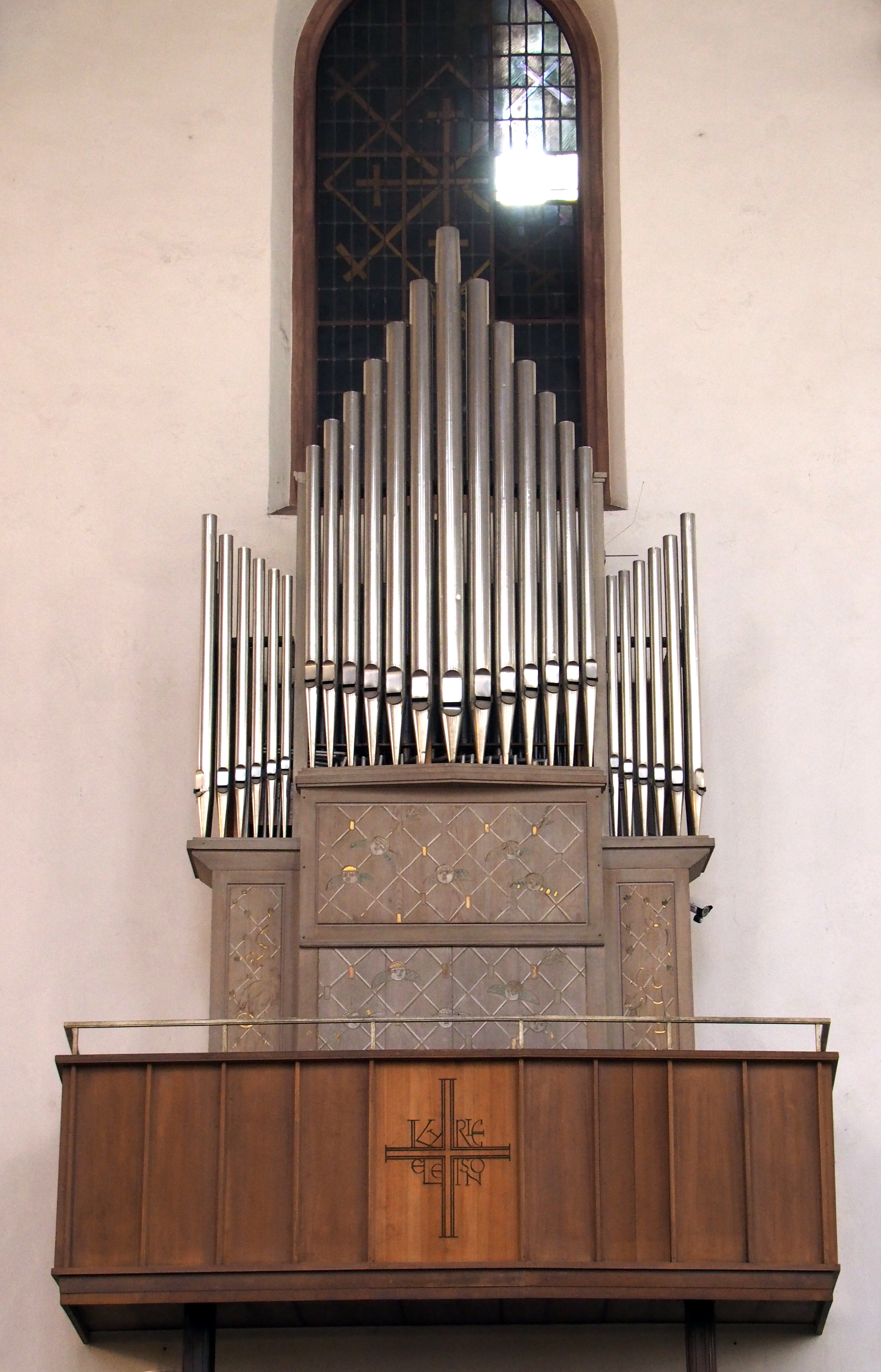
Chororgel von Orgelbauer Walcker

Seit 1955 befindet sich an der nördlichen Kirchenwand eine kleine Chororgel des Orgelbauers Walcker mit sieben Registern. Das Instrument wurde nur selten genutzt, da es von geringer musikalischer Qualität ist. Inzwischen ist es nicht mehr bespielbar, hat aber einen architektonischen Wert durch seinen Freipfeifenprospekt im Stil der Wiederaufbauzeit der 1950er Jahre. Die Bemalung des Orgelgehäuses stammt von Charles Crodel, der auch die Glasfenster schuf.

### Glocken
Anstelle der im Zweiten Weltkrieg verloren gegangenen Glocken erhielt die Katharinenkirche 1954 ein neues Geläut aus vier Glocken, die von der Gießerei Rincker in Sinn gegossen wurden. Die Glocken sind Bestandteil des Frankfurter Stadtgeläutes.
| Nr. | Name             | Nominal (16tel) | Gewicht (kg) | Durchmesser (mm) | Inschrift |
| 1   | Wahrheitsglocke  | h0 –2           | 2964         | 1715             | Wer aus der Wahrheit ist, der hoeret meine Stimme (Joh. 18, 57) |
| 2   | Katharinenglocke | d1 –1           | 2280         | 1520             | Der Name des Herrn ist ein festes Schloss; der Gerechte laeuft dahin und wird beschirmt (Spr. 18,10)                                                                      |
| 3   | Kreuzglocke      | e1 ±0           | 1575         | 1350             | Ich bin die Auferstehung und das Leben (Joh. 11, 25) |
| 4   | Pelikanglocke    | fis1 –1         | 1124         | 1200             | Ex vulnere salus et vita („Aus der Wunde Heil und Leben“ – der Pelikan, der nach einer Legende die Jungen mit seinem Blut nährt, ist ein altes Symbol für Jesus Christus) |

### Glasmalerei
Ursprünglich waren die Fenster der Kirche einheitlich weiß oder gelblich verglast. Nach der historisierenden Außenrenovierung von 1869 bis 1873 wurden von 1873 bis 1906 die vier Fenster der Südwand von den Frankfurter Künstlern Eduard von Steinle und Alexander Linnemann neu gestaltet. In den vier Darstellungen (Gleichnis vom Barmherzigen Samariter, Kreuzigung, Auferstehung, Pfingsten) stammten die Figuren von Steinle. Linnemann schuf dazu eine phantastische Szenerie aus renaissanceartigen Triumphbögen. Diese Fenster wurden 1944 zerstört.
Im Frühjahr 1953 wurde im Rahmen der Wiederaufbauplanung ein Wettbewerb unter acht namhaften Künstlern ausgeschrieben. Die drei Chorfenster sollten Höhepunkte christlicher Heilsgeschichte darstellen, ansonsten war kein Programm vorgegeben.
Den Auftrag erhielt Charles Crodel, der nicht nur die Entwürfe lieferte, sondern die Fenster gemeinsam mit seiner Frau in der Mayer’schen Hofkunstanstalt in München selbst malte.
Die siebzehn Fenster sind einheitlich 2,20 Meter breit und zwischen 7,40 und 10,15 Metern hoch. Sie bestehen aus jeweils drei Bahnen, die oben in einem gotisierenden Maßwerk zusammenlaufen. Die Bahnen sind durch die Maßwerkpfosten unterbrochen und dadurch sehr schmal. Crodel entwarf daher ein Bildformat, bei dem die Figurenszenen in sechseckige Medaillons gefasst sind, die sich horizontal jeweils über alle drei Bahnen eines Fensters und vertikal über drei Glasfelder erstrecken. Die drei Chorfenster weisen jeweils vier dieser Medaillons auf, die Fenster links und rechts davon jeweils zwei und die vier Fenster der Südwand und die fünf Fenster der Nordwand jeweils eines.
Die Maßwerke dieser vierzehn Fenster sind mit leuchtend roten und gelben Feldern bemalt, in denen Engel mit unterschiedlichen Instrumenten lobpreisen und musizieren. Dazu umzieht der lateinische Text des 150. Psalms die Kirche: LAUDATE DOMINUM / IN SONO TUBAE / LAUDATE EUM / IN PSALTERIO / ET CITHARA / LAUDATE EUM / IN TIMPANO / ET CHORO / LAUDATE EUM / CHORDIS / ET ORGANO / LAUDATE EUM CIMBALIS BENE SONANTIBUS / ET CIMBALIS JUBILATIONIBUS / OMNIS SPIRITUS LAUDET DOMINUM.
(Lobet den HERRN mit Posaunen, lobet ihn mit Psalter und Harfen! Lobet ihn mit Pauken und Reigen, lobet ihn mit Saiten und Pfeifen! Lobet ihn mit hellen Zimbeln, lobet ihn mit klingenden Zimbeln! Alles, was Odem hat, lobe den HERRN! – Psalm 150, Vers 3 bis 6, zitiert nach der aktuellen Luther-Übersetzung) 
Darunter enthalten die Fenster folgende Szenen:
Nordseite (Altes Testament):
1. Erschaffung der Eva
2. Sündenfall
3. Vertreibung aus dem Paradies
4. Arbeit im Schweiße des Angesichts
5. Kain erschlägt Abel
6. Jakobs Kampf mit dem Engel (unten); Hiob (oben); – in diesem Fenster wird auch auf die Zerstörung der Kirche 1944 angespielt. Das Zifferblatt der Uhr im Fenster zeigt die Zeit, zu der die Turmuhr der brennenden Kirche stehen blieb.

Chorfenster (Osten):
1. Links: Verkündigung der Maria; Geburt Jesu; Flucht nach Ägypten; der zwölfjährige Jesus im Tempel
2. Rechts: Taufe Jesu; Seepredigt; Heilung des Blinden und Gelähmten; Auferweckung des Lazarus
3. Mitte: Passion, Tod und Auferstehung Jesu

Südseite (Neues Testament):
1. Gleichnis vom Senfkorn (Mt 13,31-32 EU; Mk 4,30-32 EU)
2. Gleichnis vom reichen Mann und armen Lazarus
3. Gleichnis von den klugen und törichten Jungfrauen
4. Gleichnis vom Guten Hirten
5. Verleugnung des Petrus (unten); Bekehrung des Saulus (oben)

Die drei Fenster der Westseite sind nur von der Orgelempore aus richtig zu sehen, weil sie von der Rieger-Orgel von 1990 teilweise verdeckt werden. Sie sind bewusst einfacher gestaltet: Die kleinen sitzenden oder stehenden Figuren, Wir sind die Hörenden überschrieben, repräsentieren unterschiedliche Arten des Hörens.

### Wandmalerei
Im sogenannten Trausaal neben der westlichen Eingangshalle befinden sich kleinere Wandmalereien von Charles Crodel, darunter ein hinter einer Wandvertäfelung verdeckter Traualtar.

### Emporenmalerei

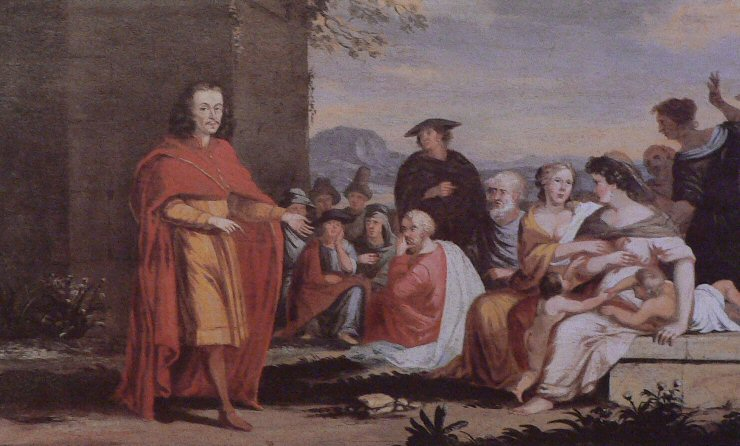
Der Prophet Hosea redet zum Volk Israel. Emporenmalerei um 1681.

Vor dem Zweiten Weltkrieg war die im Westen, Norden und Osten des Kircheninneren umlaufende Empore mit einer Reihe von 83 Tafelbildern des 17. Jahrhunderts geschmückt. Durch Auslagerung entgingen sie der Zerstörung des Kirchenraums, kehrten nach dem Wiederaufbau aber nicht an ihren ursprünglichen Ort zurück. Ab 2023 werden sie im Laufe von voraussichtlich acht Jahren in wechselnder Folge nach und nach ausgestellt. Die Gemälde stammen von verschiedenen, überwiegend Frankfurter Malern, die zeitgenössische Kupferstiche, zum Beispiel von Merian als Bildvorlagen benutzten. Die Themen sind der biblischen Geschichte, vor allem dem Alten Testament entnommen.

## Gemeindeleben

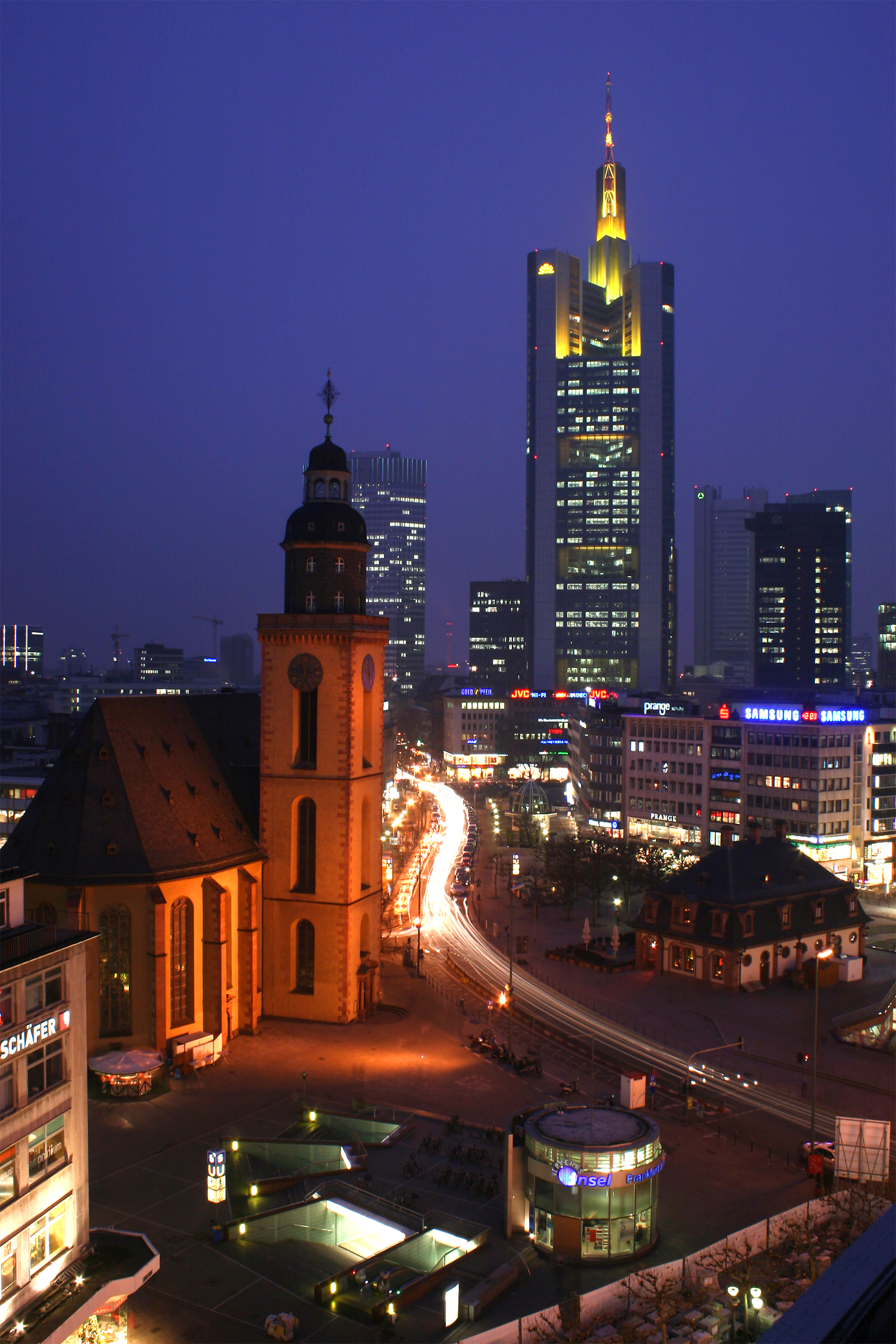
Katharinenkirche bei Nacht

Die Kirche wird von der evangelisch-lutherischen St.-Katharinen-Gemeinde genutzt und ist Sitz einer Pfarrstelle für Stadtkirchenarbeit. Die Kirche ist montags bis samstags von 12 bis 18 Uhr geöffnet. Gottesdienste sind sonntags um 10 Uhr. Montags bis freitags findet um 12.30 ein Mittagsgebet statt. An jedem Ersten Advent eröffnet der Kirchenpräsident der Evangelischen Kirche in Hessen und Nassau in St. Katharinen das Kirchenjahr.

### City-Kirche
Durch ihre Lage an der Hauptwache im Mittelpunkt der Stadt trägt die Katharinengemeinde Aufgaben, die über die übliche Gemeindearbeit hinausgehen. Da im eigentlichen Einzugsgebiet in der Frankfurter City nur wenige Menschen wohnen, ist die Tätigkeit stärker auf die großstädtische „Laufkundschaft“ ausgerichtet (Citykirche). So bildet etwa die Hilfe für Obdachlose und arme Menschen seit 1986 einen besonderen Schwerpunkt der Gemeindearbeit. Die Arbeit mit Obdachlosen wird aus Spenden und gemeinnützigen Stiftungen finanziert und von ehrenamtlichen Helfern getragen.
Direkt am Beginn der größten Frankfurter Einkaufsstraße Zeil gelegen, bildet die Kirche eine Oase der Stille im Großstadtbetrieb. Sowohl Besucher der Zeil als auch Angestellte im nahen Bankenviertel nutzen die Kirche in Einkaufspausen oder auf dem Weg zur U-Bahn, um einige Minuten innezuhalten.

### Organisten und Kirchenmusiker an St. Katharinen
1625 wurde der aus Hagenau stammende Laurentius Erhardi (1598–1669) als erster director musices an die Katharinenkirche berufen, die damals ihre erste Orgel erhielt. Erhardi war zugleich Kantor des städtischen Gymnasiums, dessen Chor den Gemeindegesang an St. Katharinen anzustimmen und zu begleiten hatte. Zu dieser Zeit bestand auch bereits eine kleine Instrumentalkapelle aus vier Musikern.
Georg Philipp Telemann war von 1712 bis 1721 städtischer Musikdirektor in Frankfurt am Main. Während dieser Zeit wirkte er auch an St. Katharinen. Erst in dieser Zeit wurde es in Frankfurt – wie der Chronist Achilles Augustus von Lersner berichtet – üblich, den Gemeindegesang durch die Orgel begleiten zu lassen. Telemann ernannte 1718 den jungen Komponisten und Kantor Johann Balthasar König zum Kapellmeister an St. Katharinen. Die beiden verband eine Freundschaft, die auch anhielt, nachdem Telemann 1721 nach Hamburg ging. König blieb an St. Katharinen und wurde 1727 städtischer Musikdirektor, ein Amt, das er bis zu seinem Tode 1758 versah. Sein Nachfolger wurde Johann Andreas Bismann.
In dieser Zeit war es üblich, dass der Kapellmeister auch als Musiklehrer in den wohlhabenden Häusern Frankfurts wirkte, so auch im Haus Goethe, wie im ersten Teil von Dichtung und Wahrheit nachzulesen ist. Bismann leitete die Kirchenmusik an der Katharinenkirche, bis er 1797 mit 82 Jahren pensioniert wurde. Als letzter städtisch besoldeter Kirchenmusiker wurde Nikolaus Woralek sein Nachfolger. Er war zuvor Mitglied im Orchester des Comoedienhauses gewesen, dessen gefeierte Primadonna damals seine Tochter Josefine Cannabich war. Auch in der Katharinenkirche trat sie zeitweilig als Erste Sängerin mit der Kapelle auf. Als Woralek 1825 starb, hatte die Kirchenmusik schon längst keine Bedeutung mehr für das städtische Musikleben. Neugründungen wie die Museumsgesellschaft und der Cäcilienverein traten in privaten Räumen auf. So fand beispielsweise die Frankfurter Erstaufführung der Matthäus-Passion 1829 im Hotel Weidenbusch statt, das schräg gegenüber von der Katharinenkirche lag. Mit dem Dotationsvertrag von 1830 zog sich der städtische Fiskus daher aus der Finanzierung der Kirchenmusik zurück.
Private Initiative trat an seine Stelle: 1835 gründete sich der erste Kirchliche Gesangverein, der regelmäßige Konzerte in verschiedenen Kirchen und Sälen Frankfurts aufführte. Im Gottesdienst spielte die Kirchenmusik von der Mitte des 19. Jahrhunderts zunächst keine große Rolle mehr, stattdessen fanden regelmäßig kirchenmusikalische Konzerte statt. An der Katharinenkirche gab es für lange Zeit keinen Kantor mehr, sondern lediglich einen Organisten, darunter Wigand Oppel von 1861 bis 1865. Von 1897 bis zur Zerstörung 1944 hatte Karl Breidenstein dieses Amt inne.
Nach dem Wiederaufbau erfolgte die Wiederbelebung der Kantorei. 1954 wurde Ingrid Stieber (1918–2005) zur Organistin berufen. Sie gründete 1956 die Kantorei St. Katharinen und entwickelte sie zu einem Chor, der durch Konzertreisen und Rundfunkaufnahmen auf sich aufmerksam machte. Ihr Nachfolger wurde 1983 Martin Lücker, der von 1998 bis 2016 an der Frankfurter Hochschule für Musik und Darstellende Kunst einen Lehrstuhl für Methodik und Didaktik an der Orgel innehatte und eine Anzahl von Einspielungen, vor allem des Werkes von Johann Sebastian Bach, vornahm. Er begann kurz nach seinem Amtsantritt 1983 den auf zwei wöchentliche Termine angelegten und seitdem nie unterbrochenen Konzertzyklus 30 Minuten Orgelmusik, dessen 3000. Konzert am 3. Juli 2014 stattfand.
Lücker blieb auch nach Übernahme seiner Professur Organist der Katharinenkirche. Die Leitung der Kantorei hatte von 1998 bis 2023 Michael Graf Münster, bis Ende 2010 Landeskirchenmusikdirektor der Evangelischen Kirche in Hessen und Nassau. Seit 1. April 2023 ist Klaus Eldert Müller Kantor und Organist an St. Katharinen.
Im Mai 2004 starteten die Bachvespern, eine bundesweit einmalige Reihe von Gesprächskonzerten mit anschließendem Gottesdienst am Samstagabend. Zehnmal im Jahr wird jeweils eine Bachkantate im Gesprächskonzert vorgestellt und anschließend im Gottesdienst aufgeführt. Die Bachvespern sind ein gemeinsames Projekt der Kantorei St. Katharinen mit der Schiersteiner Kantorei in Wiesbaden, wo die Bachvespern jeweils am folgenden Sonntagnachmittag stattfinden, entweder in der Marktkirche oder in der Christophoruskirche in Wiesbaden-Schierstein. Am 4. März 2017 fand die 125. Bachvesper in der Katharinenkirche statt.

## Erwähnenswertes
Philipp Jacob Spener war 1666 bis 1686 Senior des evangelischen Predigerministeriums. Er bestimmte wesentlich die Konzeption für den Kirchenneubau und das theologische Programm des Bilderzyklus. Auf einem der erhaltenen Bilder ist er in der Gestalt des Propheten Hosea porträtiert.
Die Familie Goethe besaß zwei Kirchenstühle in der Katharinenkirche. Im August 1748 wurden Johann Caspar Goethe und Catharina Elisabeth Textor durch Johann Philipp Fresenius, den Senior des evangelischen Predigerministeriums, in der Katharinenkirche getraut. Ihr Sohn Johann Wolfgang Goethe wurde am 29. August 1749 durch Fresenius privatim getauft – ob in der Katharinenkirche oder in der Wohnung am Großen Hirschgraben ist nicht sicher. Der damalige Pfarrer der Katharinenkirche, Johann Jakob Starck, war mit Maria Anna Textor, einer Schwester von Catharina Elisabeth Goethe, verheiratet.
Als Kollege des Tenoristen Johann Andreas Bismann musizierte der Violinist (seit 1757 Erster Violinist) Johann Daniel Müller (* 1716; † nicht vor 1786) mit der Frankfurter Kapelle in der Katharinenkirche. Der Musiker, der mit einer Verwandten von Goethes Mutter verheiratet war, dürfte dem jungen Goethe auch durch sein radikalpietistisches Schrifttum bekannt geworden sein; in der Bibliothek von Goethes Vater befand sich Müllers Buch Elias mit dem Alcoran Mahomeds (1772).
Anton Kirchner, der bedeutende Frankfurter Historiker und Schulreformer, war von 1823 bis 1833 Pfarrer an der Katharinenkirche, Gerhard Friederich von 1833 bis 1858.